# Adelaide Hills Council
Koordinaten: 34° 57′ S, 138° 53′ O

Der Adelaide Hills Council ist ein lokales Verwaltungsgebiet (LGA) im australischen Bundesstaat South Australia. Adelaide Hills gehört zur Metropole Adelaide, der Hauptstadt von South Australia. Das Gebiet ist 795 km² groß und hat etwa 39.000 Einwohner (2016). Namensgebend sind die Adelaide Hills.
Adelaide Hills umfasst das hügelige Gebiet im Osten von Adelaide. Das Gebiet beinhaltet 52 Stadtteile: Aldgate, Aldgate Valley, Ashton, Balhannah, Basket Range, Birdwood, Bradbury, Bridgewater, Carey Gully, Castambul, Charleston, Cherryville, Chain of Ponds, Crafers, Crafers West, Cudlee Creek, Forest Range, Forreston, Greenhill, Gumeracha, Heathfield, Houghton, Humbug Scrub, Inglewood, Inverbrackie, Ironbank, Kenton Valley, Kersbrook, Lenswood, Lobethal, Longwood, Lower Hermitage, Millbrook, Montacute, Mount George, Mount Torrens, Mylor, Norton Summit, Oakbank, Paracombe, Piccadilly, Rostrevor, Scott Creek, Stirling, Summertown, Teringie, Upper Hermitage, Upper Sturt, Uraidla, Verdun, Woodforde und Woodside. Der Verwaltungssitz des Councils befindet sich im Stadtteil Woodside.

## Verwaltung
Der Council von Adelaide Hills hat 13 Mitglieder, zwölf Councillor werden von den Bewohnern der fünf Wards gewählt (je drei aus Mt Lofty und Onkaparinga Valley Ward, je zwei aus Manoah, Marble Hill und Torrens Valley Ward). Diese fünf Bezirke sind unabhängig von den Stadtteilen festgelegt. Der Ratsvorsitzende und Mayor (Bürgermeister) wird zusätzlich von allen Bewohnern der City gewählt.